# Forțele armate ale Țărilor de Jos
Forțele armate ale Țărilor de Jos sunt compuse din patru forțe armate (sau arme), toate purtând prefixul Koninklijke (regal), întrucât țara este o monarhie constituțională. Aceste forțe armate sunt:
 Koninklijke Landmacht (KL) , Forțele Terestre Regale
 Koninklijke Marine (KM) , Marina Regală (include Serviciul Aerian Naval și trupele de marină)
 Koninklijke Luchtmacht (KLu) , Forțele Aeriene Regale
 Koninklijke Marechaussee (KMar) , Poliția Militară Regală (în atribuțiile căreia intră, pe lângă activitatea specifică de poliție militară, și controlul granițelor)

## Personal
Serviciul militar obligatoriu în Olanda a fost suspendat în 1996 pe termen nedeterminat. Toate specialitățile militare, cu excepția serviciului pe submarine și în trupele de marină, sunt accesibile și femeilor. Cifra personalului angajat în cadrul Ministerului Apărării este de 68 000, incluzând atât personal civil cât și personal militar.

## Buget disponibil
Bugetul alocat pentru Forțele armate ale Olandei în anul 2007 a fost de 7,7 miliarde euro; în pregătire se află mărirea bugetului la 12,7 miliarde euro. Această mărire este cerută de standardele NATO pentru cheltuieli militare, care prevăd o alocare de 2% din PIB. Aceste planuri vor fi împlinite în jurul anului 2012. Pentru anul 2008 există o creștere bugetară mică, cifrată aproximativ la 500 milioane de euro, ce va ridica bugetul la 8,2 miliarde euro.